# René Bertrand-Boutée
René Bertrand-Boutée fue un escultor francés, nacido el año 1877 en Maubeuge y fallecido en 1950.

## Obras
- Monument aux morts - Monumento a los muertos erigido en honor a los artilleros, uno de los pocos de Francia, en La Fère (Aisne)
- Monument aux morts 1914-18 - Monumento a los muertos de 1914-18, Landrecies (Nord)[1] 50°7′32″N 3°41′24″E / 50.12556, 3.69000
- Medallón en bronce representando a Jean-Baptiste Gouvion sobre el monumento conmemorativo del combate de la Glisuelle (fr - 1792), erigido en 1913 en Mairieux (Nord)[2]
- L'Aviation - la aviación, ayuntamiento de Toul 48°40′33″N 5°53′39″E / 48.67583, 5.89417
- Busto de Horace Wells, square Thomas-Jefferson (fr), plaza de los Estados Unidos (fr), XVI Distrito de París 48°52′05″N 2°17′38″E / 48.86806, 2.29389
- La Louve et l'Enfant, jardín del Foirail, Rodez 44°21′6″N 2°34′9″E / 44.35167, 2.56917
- La Liberté, Lima